# Karl Bühler
Karl Bühler (Meckesheim, Baden, 27 de maig de 1879 - Los Angeles, 24 d'octubre de 1963) fou un pedagog, psicòleg, lingüista i filòsof alemany establert des del 1939 als Estats Units.
El 1899 va començar a estudiar medicina a la Universitat de Friburg de Brisgòvia i allí es va doctorar en aquesta matèria, però va cursar estudis paral·lels de psicologia i filosofia a Estrasburg. Va ampliar els de Psicologia a la Universitat de Berlín i la de Bonn. Encara que es va formar en la psicologia de la Gestalt, va desenvolupar la seva pròpia teoria, el funcionalisme, per explicar els processos cognitius.
De 1918 a 1922 va ser professor de filosofia i de pedagogia a Dresden; allà es va casar el 1916 amb Charlotte Bühler (1893-1974), una altra important psicòloga, fundadora de la psicologia del desenvolupament. Entre 1922 i 1938 va ser professor de Psicologia a la Universitat de Viena i en el seu Institut Pedagògic, formant part del Cercle de Viena. Les seves teories sobre l'evolució intel del nen van inspirar la reforma educativa a Àustria. Els progressos dels nacionalsocialistes i la fustigació cap a ell i la seva dona els van impulsar a abandonar el país el 1938, van estar a Oslo, a Londres i finalment van marxar el 1939 als Estats Units, on es van establir definitivament.
Fins a 1945 Karl Bühler va ser professor a Minnesota, i després, fins a la seva jubilació el 1955, ho va ser de Psiquiatria a la Universitat del Sud de Califòrnia, a Los Angeles, on va morir el 24 d'octubre de 1963. Va tenir importants deixebles, entre ells els filòsofs Ludwig Wittgenstein i Karl Popper, el lingüista Roman Jakobson, l'historiador de l'art Ernst Gombrich i l'antropòleg i etòleg Konrad Lorenz.

## Obres
- 1913: Die Gestaltwahrnehmungen. Experimentelle Untersuchungen zur psychologischen und ästhetischen Analyse der Raum- und Zeitanschauung, 1913, Stuttgart: Spemann
- 1918: Die geistige Entwicklung des Kindes, 1918, Verlag Gustav Fischer, Jena
- 1927: Die Krise der Psychologie, 1927, Verlag Gustav Fischer
- 1931: "Phonetik und Phonologie". Travaux du Cercle Linguistique de Prague, 4, 1931, S. 22 - 53
- 1933: Axiomatik der Sprachwissenschaften, 1933, Frankfurt: Klostermann
- 1933: Ausdruckstheorie, 1933, Verlag Gustav Fischer, Jena
- 1934: Sprachtheorie. Die Darstellungsfunktion der Sprache [Das Organon-Modell], 1934, Verlag von Gustav Fischer, Jena
- 1936: Die Zukunft der Psychologie und die Schule (Schriften des pädagogischen Instituts der Stadt Wien), 1936, Deutscher Verlag für Jugend und Volk Gesellschaft M.B.H., Wien - Leipzig
- 1963: Das Gestaltprinzip im Leben des Menschen und der Tiere, 1963, Verlag Hans Huber, Bern
- 1990: Aspekte des Leib-Seele-Problems, 1990, Verlag Dr. Johannes Königshausen, Würzburg